# 120 Wall Street
120 Wall Street ist ein Bürohochhaus an der Wall Street im Financial District von Manhattan in New York City. Das Gebäude ist nach oben verjüngend an drei Seiten abgestuft und stellt den klassischen Umriss der Hochzeitstorten-Architektur (Setback Style) nach den New Yorker Bauvorschriften von 1916 dar.

## Beschreibung
Das Bürohochhaus steht am östlichen Ende der Wall Street zwischen Pine Street und South Street am Ufer des East Rivers. Vor dem Gebäude verläuft als aufgeständerte Stadtautobahn der Parkway Franklin D. Roosevelt East River Drive. Das Hochhaus gehört zu den ältesten Gebäuden in Downtown Manhattan und bildet mit benachbarten Gebäuden wie 32 Old Slip und 55 Water Street eine bemerkenswerte und fotogene Hochhausfront am East River an der Südspitze der Insel Manhattan. Die direkten Nachbargebäude sind 111 Wall Street im Südwesten und das Continental Center 120 Maiden Lane im Nordosten.
Die Greenmal Holding Corporation erwarb als Bauherr das Gelände 1928 von der American Sugar Company. Das Gebäude wurde vom Architekten Ely Jacques Kahn vom Architekturbüro Buchman & Kahn entworfen und 1931 fertiggestellt. Es ist 122 Meter (399 Fuß) hoch und besitzt 34 Stockwerke. 120 Wall Street war viele Jahre lang bis zum Bauboom ab den 1970er Jahren das einzige große Hochhaus am Ufer des East River in Downtown. Eigentümer des Gebäudes ist seit 1980 Silverstein Properties, Inc. (SPI), die Besitzer des am 11. September 2001 zerstörten alten World Trade Centers waren und auch Besitzer des neuen World Trade Centers mit Ausnahme des One World Trade Centers sind. Silverstein Properties hat seinen Hauptsitz im 7 World Trade Center, dem ersten neuen Wolkenkratzer des World Trade Centers.
Im Jahr 1992 ging die Inhabergesellschaft SPI eine Partnerschaft mit der städtischen Gesellschaft für Wirtschaftsentwicklung (New York City Economic Development Corporation) ein und etablierte damit nach Eigenaussage das erste und einzige Center für Non-Profit-Organisationen. Diese Bestimmung führt zu steuerlichen Vorteilen und bietet damit Non-Profit-Organisationen günstigen Büroraum. Zu den Mietern, die zwischenzeitlich im Gebäude ansässig waren, gehörten im Jahr 2012 unter anderem die American Foundation for AIDS Research, die Asian American Federation, die National Urban League, der  The United Negro College Fund und The United Way of America.
Das Gebäude wurde 2013 renoviert und erhielt im Jahr 2020 in der Nachhaltigkeit die LEEDv4 Gold-Zertifizierung.

Ansichten 120 Wall Street
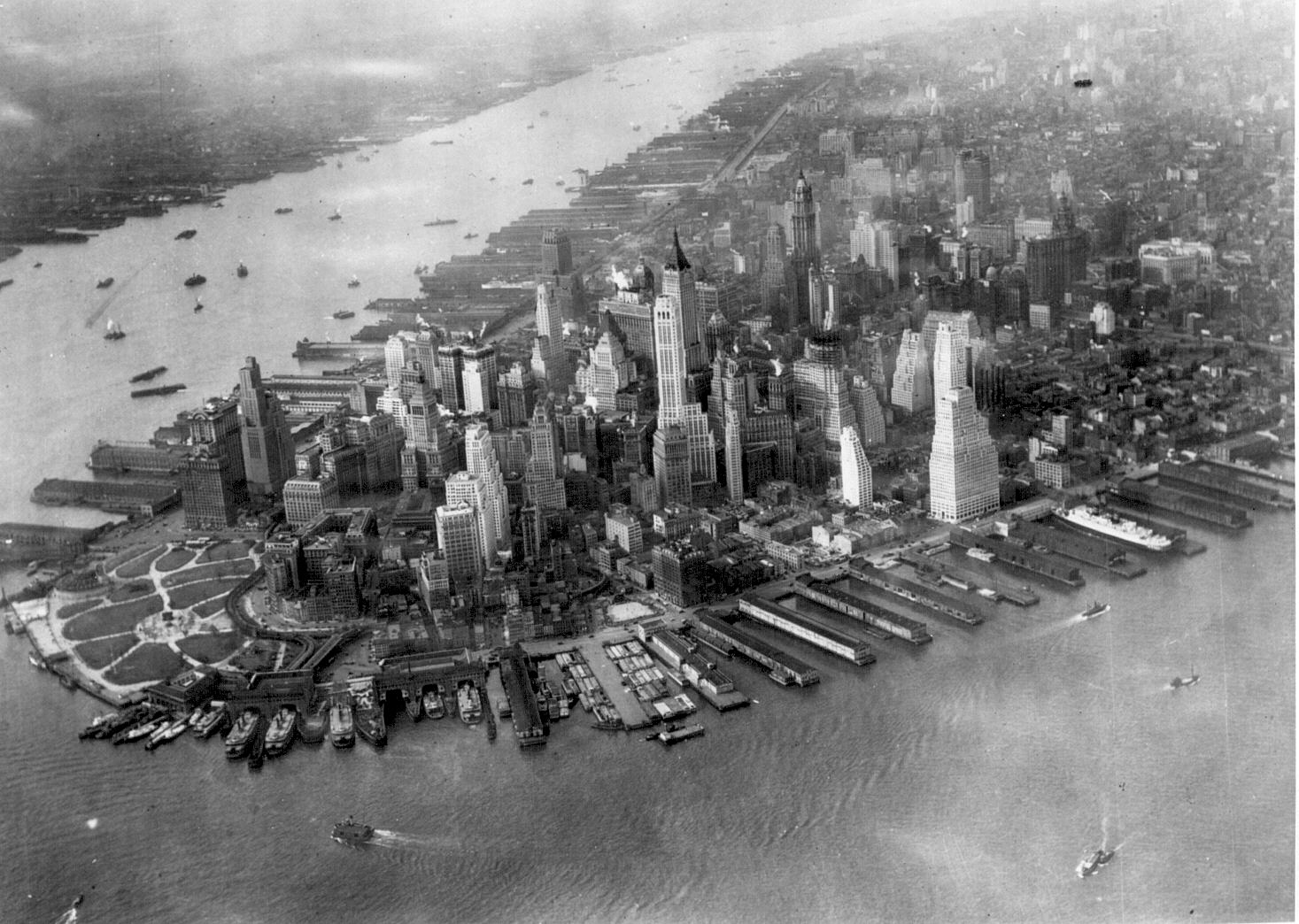
Luftaufnahme im Jahr der Fertigstellung 1931, rechts als Solitär am East River
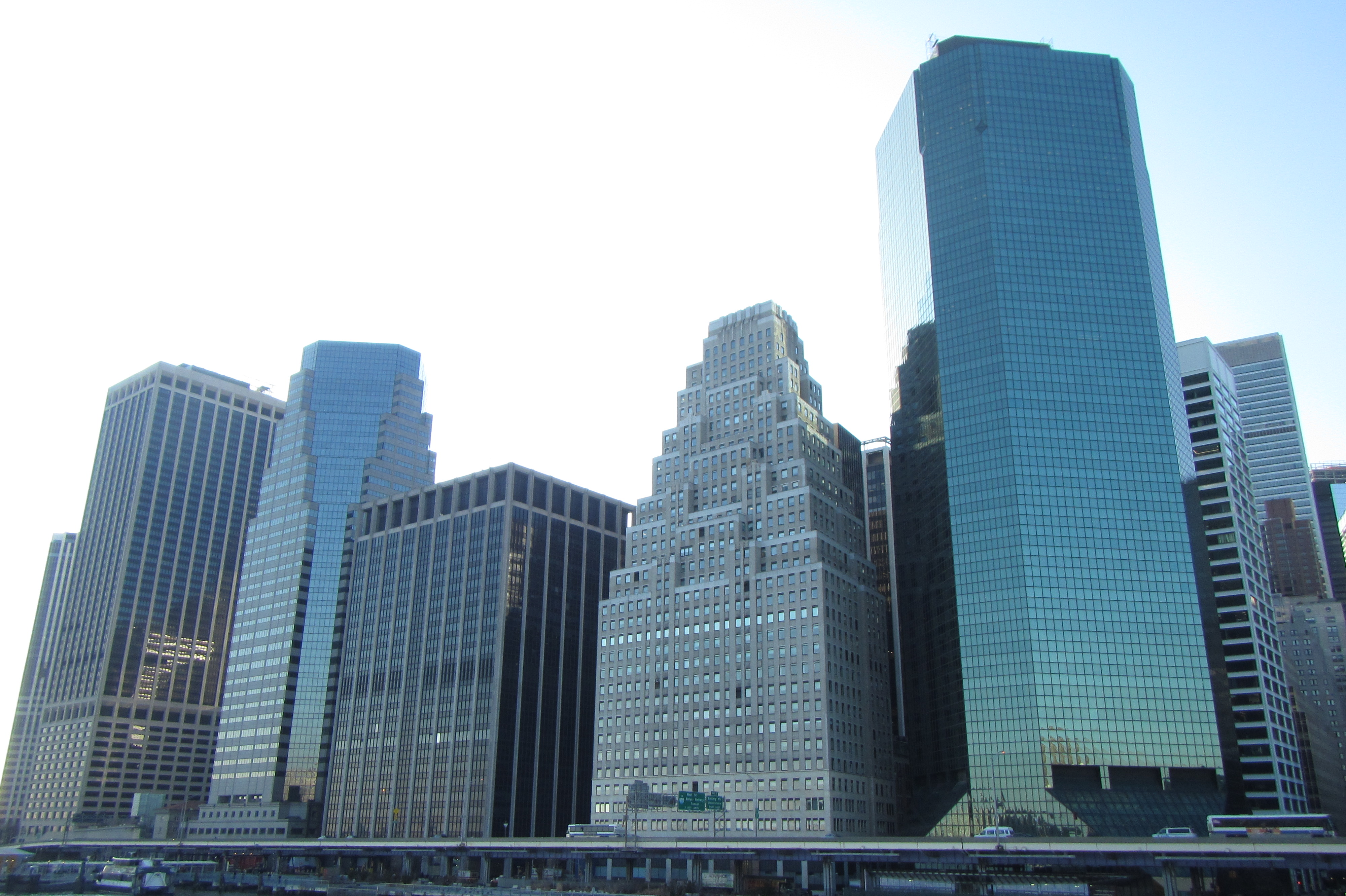
Benachbart links 111 Wall Street, rechts Continental Center
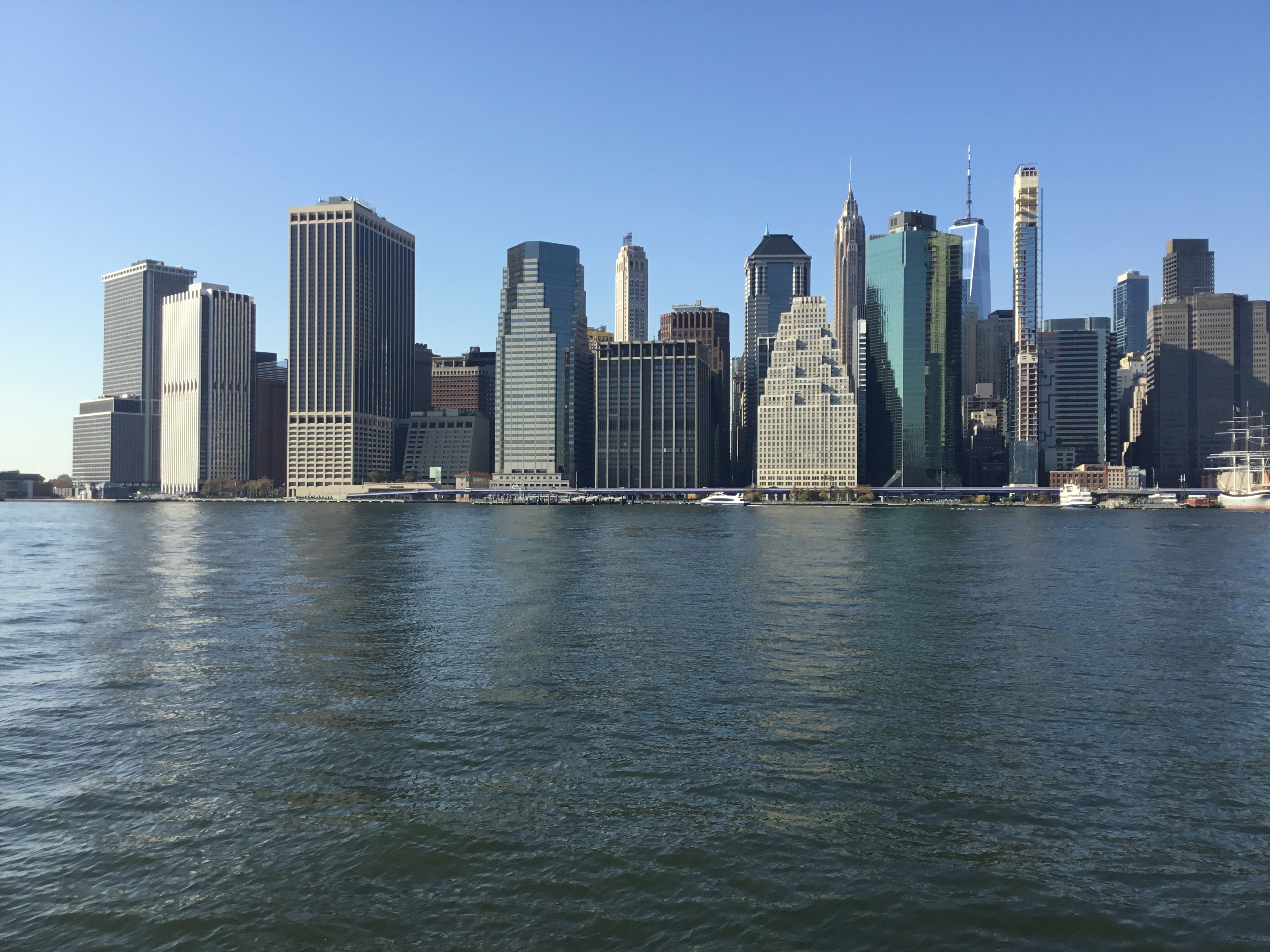
In Skyline am East River 2021 vom Brooklyn Bridge Park
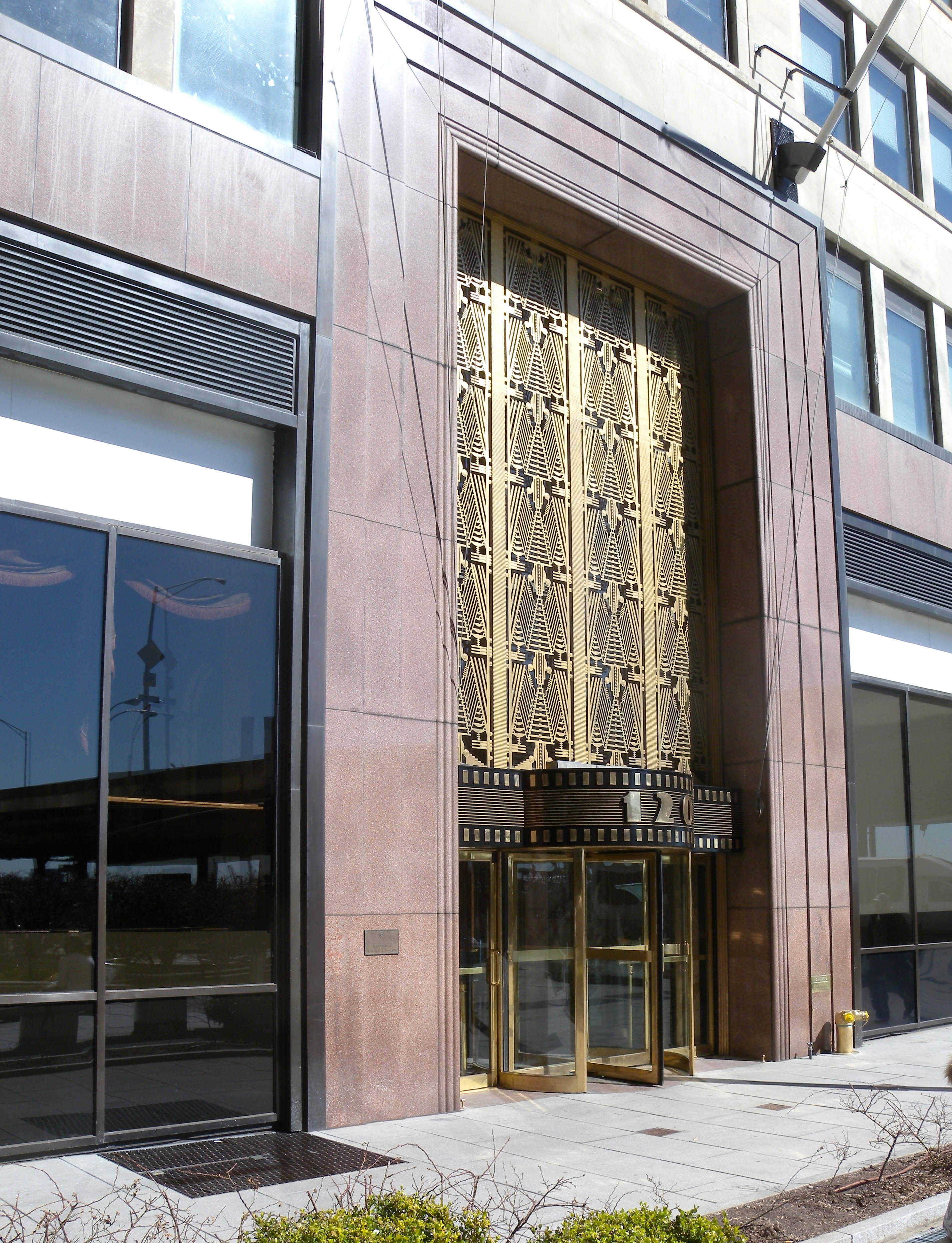
Eingangsportal